# 库姆洛森
库姆洛森（德語：Cumlosen）是德国勃兰登堡州的一个市镇，隶属于普里格尼茨县。总面积为22.22平方千米，截至2020年总人口为727人。